# Лохань (динь)
Динь Лохань (вьет. Đình Lỗ Hạnh) — самый старый сохранившийся во Вьетнаме общинный дом (динь), либо, возможно, второй по возрасту после ханойского диня Тэйданг, год постройки которого точно не известен. Находится в деревне Ло, община Донгло, уезд Хьепхоа, провинция Бакзянг. Был построен в 1576 году, во время правления династии Мак. Несколько раз подвергался перестройке: в 1694 году, 1850 году, в 1910 году.
Главными духами-покровителями диня является Као Шон Дай Выонг (вьет. Cao Sơn Đại vương) и Фыонг Зунг Тьен Тюа (вьет. Phương Dung công chúa).
В дине не много вырезанных в дереве картин, но они имеют высокую культурную и историческую ценность. Изображены фантастические существа, животные, растения, облака и другое. Изображение девушки, играющей на лютне, иллюстрирует появление и развитие музыкального искусства качу в Бакзянге.